# Marshfield (condado de Washington, Vermont)
Marshfield es una villa ubicada en el condado de Washington en el estado estadounidense de Vermont. En el año 2010 tenía una población de 273 habitantes y una densidad poblacional de 341 personas por km².

## Geografía
Marshfield se encuentra ubicada en las coordenadas 44°21′3″N 72°21′3″O / 44.35083, -72.35083.

## Demografía
Según la Oficina del Censo en 2000 los ingresos medios por hogar en la localidad eran de $43,542 y los ingresos medios por familia eran $42,188. Los hombres tenían unos ingresos medios de $31,000 frente a los $24,375 para las mujeres. La renta per cápita para la localidad era de $14,156. Alrededor del 7% de la población estaban por debajo del umbral de pobreza.